# Jean-François Joseph Marcorelle
Jean-François Joseph Marcorelle, né le 21 juin 1760 à Toulouse et mort le 26 avril 1829 à Fronton, est un homme politique français du début du XIXe siècle, président du corps législatif en 1802.

## Biographie
Jean-François Marcorelle nait le 21 juin 1760 à Toulouse. Homme de loi en 1789, il travaille comme employé au service législatif de la Convention nationale.
Il est ensuite Consul de France à Barcelone,.

### Carrière parlementaire
Le 4 nivôse an VIII (25 décembre 1799), il est désigné pour représenter la Haute-Garonne au corps législatif. Il entre alors dans le cercle des familiers du second consul Cambacérès.
Lorsque s'ouvre, le 15 germinal an X (5 avril 1802), la session de quarante jours du corps législatif, il est élu président de cette assemblée. Son passage à la présidence du corps législatif ne présent aucune activité particulière, il cède, le 21 avril 1802, la présidence à François Lobjoy.
Réélu le 4e jour complémentaire de l'an XIII (21 septembre 1805), il est questeur du corps législatif de 1807 à 1811. Il est de nouveau réélu le 3 mai 1811.
En 1814, il vote la déchéance de l'Empereur et continue de siéger à la chambre jusqu'au retour de Napoléon le 20 mars 1815.
Il décède le 26 avril 1829 à Fronton, après quinze années dont on ne sait rien.

## Distinctions
Sous l'Empire, il est fait membre de la Légion d'honneur, puis chevalier de l'Empire le 3 mai 1808 et enfin baron de l'Empire le 30 août 1811.
Il est fait officier de la Légion d'honneur sous la Première Restauration, le 2 novembre 1814.